# لوسي سيمون
لوسي سيمون (بالإنجليزية: Lucy Simon)‏ هي ملحنة أمريكية، ولدت في 1943 في نيويورك في الولايات المتحدة.

## وصلات خارجية
- لوسي سيمون على موقع IMDb (الإنجليزية)
- لوسي سيمون على موقع ميوزك برينز (الإنجليزية)
- لوسي سيمون على موقع قاعدة بيانات برودواي على الإنترنت (الإنجليزية)
- لوسي سيمون على موقع أول ميوزيك (الإنجليزية)
- لوسي سيمون على موقع ديسكوغز (الإنجليزية)
- لوسي سيمون على موقع قاعدة بيانات الفيلم (الإنجليزية)